# Liste von Segelschulschiffen
Diese Liste von Segelschulschiffen führt Segelschulschiffe (SSS) auf, also Segelschiffe, die von Kriegsmarinen oder Handelsmarinen zur Ausbildung von Seeleuten eingesetzt wurden oder werden. Schiffe, die unter verschiedenen Namen als Segelschulschiffe gedient haben, werden mehrfach aufgeführt.
| Schiffsname                                               | Stapellauf | Staat                           |
| --------------------------------------------------------- | ---------- | ------------------------------- |
| Admiral Karpfanger                                        | 1908       | Deutsches Reich                 |
| Admiral von Trotha                                        | 1919       | Deutsches Reich                 |
| Af Chapman                                                | 1888       | Schweden                        |
| Albatross                                                 | 1920       | Niederlande                     |
| Albert Leo Schlageter                                     | 1937       | Deutsches Reich                 |
| Alma Doepel                                               | 1903       | Australien                      |
| Almirante Saldanha                                        | 1933       | Brasilien                       |
| Amazone                                                   | 1843       | Preußische Marine               |
| Amerigo Vespucci                                          | 1931       | Italien                         |
| Ares                                                      | 1927       | Griechenland                    |
| Aspirante                                                 |            | Uruguay                         |
| Aspirante Nascimento, ex-Santos, ex-Oyapock (2)           | 1905       | Brasilien                       |
| Assen                                                     | 1912       | Bulgarien                       |
| Belem                                                     | 1896       | Frankreich                      |
| Belle-poule                                               | 1932       | Frankreich                      |
| Bima Suci                                                 | 2017       | Indonesien                      |
| Bremen, ex-René, ex-Lisbeth                               | 1926       | Deutsches Reich                 |
| Capitán Miranda                                           | 1930       | Uruguay                         |
| Christian Radich                                          | 1937       | Norwegen                        |
| Cisne Branco                                              | 1999       | Brasilien                       |
| Creoula                                                   | 1937       | Portugal                        |
| Cuauhtémoc                                                | 1982       | Mexiko                          |
| Cristoforo Colombo                                        | 1928       | Italien                         |
| Danmark                                                   | 1933       | Dänemark Vereinigte Staaten     |
| Dar Młodzieży                                             | 1982       | Polen                           |
| Dar Pomorza, ex-Prinzess Eitel Friedrich                  | 1909       | Polen                           |
| Dewaruci                                                  | 1953       | Indonesien                      |
| Druschba                                                  | 1987       | Sowjetunion Ukraine             |
| Duchesse Anne, ex-Großherzogin Elisabeth                  | 1901       | Frankreich                      |
| Eagle, ex Horst Wessel                                    | 1936       | Vereinigte Staaten              |
| Elbe, ex Elben                                            | 1832       | Schleswig-Holsteinische Marine  |
| El-Mellah                                                 | 2016       | Algerien                        |
| Esmeralda, ex-Don Juan de Austria                         | 1952       | Chile                           |
| Étoile                                                    | 1932       | Frankreich                      |
| Eye of the Wind                                           | 1911       | Vereinigtes Königreich          |
| Falken                                                    | 1947       | Schweden                        |
| Fantôme II, ex Belem, heute Belem                         | 1896       | Italien                         |
| Galatea, urspr. und seit 1993 wieder Glenlee              | 1896       | Spanien                         |
| Georg Stage                                               | 1882       | Dänemark                        |
| Georg Stage                                               | 1934       | Dänemark                        |
| Gladan                                                    | 1947       | Schweden                        |
| Gloria                                                    | 1967       | Kolumbien                       |
| Gorch Fock, später Towarischtsch                          | 1933       | Deutsches Reich                 |
| Gorch Fock                                                | 1958       | Deutschland                     |
| Greif (ex Wilhelm Pieck)                                  | 1951       | Deutschland                     |
| Großherzog Friedrich August, heute Statsraad Lehmkuhl     | 1914       | Deutsches Reich                 |
| Großherzogin Elisabeth Schulschiff, heute Duchesse Anne   | 1901       | Deutsches Reich                 |
| Großherzogin Elisabeth                                    | 1909       | Deutsches Reich                 |
| Guanabara, ex-Albert Leo Schlageter                       | 1937       | Brasilien                       |
| Guayas                                                    | 1976       | Ecuador                         |
| Herbert Norkus                                            | 1939       | Deutsches Reich                 |
| Herzogin Cecilie                                          | 1902       | Deutsches Reich                 |
| Herzogin Sophie Charlotte                                 | 1894       | Deutsches Reich                 |
| Horst Wessel                                              | 1936       | Deutsches Reich                 |
| Iskra                                                     | 1917       | Polen                           |
| Iskra                                                     | 1981       | Polen                           |
| Jadran                                                    | 1931       | Jugoslawien Montenegro          |
| Jarramas                                                  | 1900       | Schweden                        |
| Juan Sebastián de Elcano                                  | 1927       | Spanien                         |
| Kaiwo Maru                                                | 1930       | Japan                           |
| Kaliakra                                                  | 1984       | Bulgarien                       |
| Khersones                                                 | 1988       | Sowjetunion Ukraine             |
| Kommodore Johnsen, ex-Magdalene Vinnen II, heute Sedov    | 1921       | Russland                        |
| København                                                 | 1921       | Dänemark                        |
| Kruzenshtern ex-Padua                                     | 1926       | Sowjetunion Russland            |
| Lê Quý Đôn                                                | 2015       | Vietnam                         |
| Libertad                                                  | 1963       | Argentinien                     |
| Mercator                                                  | 1932       | Belgien                         |
| Mir                                                       | 1987       | Sowjetunion Russland            |
| Mircea                                                    | 1882       | Rumänien                        |
| Mircea                                                    | 1938       | Rumänien                        |
| Moltke                                                    | 1877       | Deutsches Reich                 |
| Musquito                                                  | 1851       | Preußen Deutsches Reich         |
| Najaden                                                   | 1897       | Schweden                        |
| Niobe                                                     | 1913       | Deutsches Reich                 |
| Nippon Maru                                               | 1930       | Japan                           |
| Nordwind                                                  | 1945       | Deutschland                     |
| Oldenburg, ex Laënnec, heute Suomen Joutsen               | 1902       | Deutsches Reich                 |
| Oriole                                                    | 1921       | Kanada                          |
| Padua, heute Kruzenshtern                                 | 1926       | Deutsches Reich                 |
| Pallada                                                   | 1989       | Sowjetunion Russland            |
| Palinuro, ex Commandant Louis Richard, ex Jean Marc Aline | 1943       | Italien                         |
| Pamir                                                     | 1905       | Deutschland                     |
| Passat                                                    | 1911       | Deutschland                     |
| Pedro Nuñes, ex Thermopylae                               | 1868       | Portugal                        |
| Arethusa, ex Peking                                       | 1911       | Vereinigtes Königreich          |
| Polar                                                     | 1977       | Portugal                        |
| Pollux                                                    | 1940       | Niederlande                     |
| Presidente Sarmiento                                      | 1897       | Argentinien                     |
| Prinzess Eitel Friedrich, heute Dar Pomorza               | 1909       | Deutsches Reich                 |
| Rah Naward, ex Prince William                             | 2001       | Pakistan                        |
| R.C. Rickmers                                             | 1906       | Deutsches Reich                 |
| Sagres, urspr. und heute wieder Rickmer Rickmers          | 1896       | Portugal                        |
| Sagres, ex Guanabara, ex Albert Leo Schlageter            | 1937       | Portugal                        |
| Schulschiff Deutschland                                   | 1927       | Deutschland                     |
| Sedov, ex-Magdalene Vinnen II, ex-Kommodore Johnsen       | 1921       | Sowjetunion Russland            |
| Seute Deern                                               | 1919       | Deutsches Reich                 |
| Seute Deern                                               | 1939       | Deutschland                     |
| Shabab Oman, ex Captain Scott                             | 1971       | Oman                            |
| Shabab Oman II                                            | 2014       | Oman                            |
| Sir Winston Churchill                                     | 1966       | Vereinigtes Königreich          |
| Simón Bolívar                                             | 1979       | Venezuela                       |
| Sørlandet                                                 | 1927       | Norwegen                        |
| Statsraad Lehmkuhl, ex-Großherzog Friedrich August        | 1914       | Norwegen                        |
| Sudarshini                                                | 2011       | Indien                          |
| Suomen Joutsen, ex-Laënnec, ex-Oldenburg                  | 1902       | Finnland                        |
| Tarangini                                                 | 1995       | Indien                          |
| Towarischtsch, ex Gorch Fock                              | 1933       | Sowjetunion                     |
| Tunas Samudera                                            | 1989       | Malaysia                        |
| Unión                                                     | 2016       | Peru                            |
| Urania                                                    | 1928       | Niederlande                     |
| Urania                                                    | 2004       | Niederlande                     |
| Uruguay                                                   | 1873       | Argentinien                     |
| Vila Velebita                                             | 1908       | Österreich-Ungarn Jugoslawien   |
| Wilhelm Pieck, heute Greif                                | 1951       | Deutsche Demokratische Republik |
| Young Endeavour                                           | 1987       | Australien                      |
| Zawisza Carny                                             | 1902       | Polen Deutsches Reich           |
| Zénobe Gramme                                             | 1961       | Belgien                         |